# HD 124713
HD 124713，又名BD+22 2678，SAO 83242、HR 5333，是一颗恒星，视星等为6.39，位于銀經21.95，銀緯70.38，其B1900.0坐标为赤經14h 10m 2.9s，赤緯+22° 70.38′ 24″。